# Arthur Decabooter
Arthur Decabooter (Welden, 3 de octubre de 1936 - Zingem, 26 de mayo de 2012), apodado como "El Toro" fue un ciclista de ruta belga, profesional entre los años 1959 y 1967.
Es recordado por ganar el Tour de Flandes de 1960, su victoria más importante, al francés Jean Graczyk (2.º) y al belga y gran favorito Rik van Looy (3.º), ganador de la edición anterior.
Otros de sus éxitos conseguidos como profesional fueron el A Través de Flandes de 1960, la Omloop Het Vok de 1961, la Harelbeke-Anvers-Harelbeke de 1961 y la Kuurne-Bruselas-Kuurne de 1964. También se alzó con la victoria en 3 etapas de la Vuelta a España y se adjudicó el maillot de la clasificación por puntos en la edición de 1960.
Fue un ciclista extremadamente popular: se realizaron manifestaciones en 1960 y 1961 ante su no participación en el Campeonato Mundial de Ruta, cuando no fue elegido por la rivalidad con el 'patrón' Van Looy.
Se despidió del ciclismo el día de Navidad de 1967 en el velódromo de 'T Kuipke, en Gante, ante 7.000 aficionados.
En el Tour de Flandes de 2007 se homenajeó a Arthur y se publicó el libro Arthur 'El Toro' Decabooter.
Estaba casado con Nicole Standaert, hermana de Micheline, quien está casada con el también ciclista profesional Walter Godefroot.

## Palmarés
| 1958 - Nokere Koerse 1959 - Gran Premio de la Villa de Zottegem - Circuito de Houtland 1960 - Tour de Flandes - 2 etapas en la Vuelta a España y clasificación por puntos - 1 etapa en la Vuelta a Bélgica - A través de Flandes - 3.º en el Campeonato de Bélgica en Ruta 1961 - 1 etapa de la Vuelta a España - Omloop Het Volk - Harelbeke-Anvers-Harelbeke - G.P. de Denain | 1964 - Kuurne-Bruselas-Kuurne - Circuito de Houtland 1965 - Nokere Koerse - 3.º en el Campeonato de Bélgica en Ruta 1966 - 2 etapas en la Vuelta a Andalucía - 1 etapa en los Cuatro días de Dunkerque - Elfstedenronde |

## Resultados

### Grandes Vueltas
| Carrera | Carrera         | 1957 | 1958 | 1959 | 1960 | 1961 | 1962 | 1963 | 1964 | 1965 | 1966 | 1967 |
| ------- | --------------- | ---- | ---- | ---- | ---- | ---- | ---- | ---- | ---- | ---- | ---- | ---- |
|         | Giro de Italia  | —    | —    | —    | —    | —    | Ab.  | —    | —    | —    | —    | —    |
|         | Tour de Francia | —    | —    | —    | —    | —    | Ab.  | Ab.  | Ab.  | —    | —    | —    |
|         | Vuelta a España | —    | —    | —    | 10.º | Ab.  | —    | —    | 16.º | —    | —    | —    |

### Clásicas y Campeonatos
| Carrera                | Carrera                | 1957 | 1958 | 1959 | 1960 | 1961 | 1962 | 1963 | 1964 | 1965 | 1966 | 1967 |
| ---------------------- | ---------------------- | ---- | ---- | ---- | ---- | ---- | ---- | ---- | ---- | ---- | ---- | ---- |
| Omloop Het Nieuwsblad  | Omloop Het Nieuwsblad  | —    | —    | 8.º  | —    | 1.º  | —    | —    | 2.º  | 41.º | 24.º | 13.º |
| Kuurne-Bruselas-Kuurne | Kuurne-Bruselas-Kuurne | —    | —    | 2.º  | 4.º  | 10.º | —    | —    | 1.º  | 8.º  | 9.º  | 6.º  |
|                        | Milan San Remo         | —    | —    | 10.º | 4.º  | DQ.  | —    | —    | 39.º | —    | 21.º | —    |
| A Través de Flandes    | A Través de Flandes    | —    | —    | —    | 1.º  | —    | —    | —    | —    | —    | 7.º  | 10.º |
| E3 Harelbeke           | E3 Harelbeke           | X    | —    | —    | 4.º  | 1.º  | —    | —    | —    | —    | —    | —    |
| Gante-Wevelgem         | Gante-Wevelgem         | —    | —    | —    | 4.º  | 8.º  | 5.º  | 17.º | —    | 8.º  | 4.º  | 10.º |
|                        | Tour de Flandes        | —    | —    | 4.º  | 1.º  | 8.º  | —    | —    | 6.º  | 9.º  | 22.º | 25.º |
| Scheldeprijs           | Scheldeprijs           | —    | —    | —    | —    | —    | —    | —    | —    | —    | —    | —    |
|                        | París-Roubaix          | —    | —    | —    | 18.º | 9.º  | 19.º | 9.º  | 29.º | 44.º | 8.º  | 9.º  |
| Flecha Valona          | Flecha Valona          | —    | —    | —    | —    | —    | —    | 25.º | —    | —    | —    | —    |
|                        | Lieja-Bastoña-Lieja    | —    | —    | —    | —    | —    | —    | 50.º | —    | —    | —    | —    |
| París-Tours            | París-Tours            | 8.º  | 92.º | —    | —    | 6.º  | —    | —    | —    | 5.º  | —    | 92.º |
| Mundial en Ruta        | Mundial en Ruta        | —    | —    | —    | —    | —    | —    | —    | —    | Ab.  | —    | —    |
| Bélgica en Ruta        | Bélgica en Ruta        | —    | —    | —    | 3.º  | —    | —    | 17.º | —    | 3.º  | —    | 18.º |